# Rodolfo Grandi
Rodolfo Grandi (12. března 1880 Tuenno – 16. října 1954 Trento) byl rakouský právník a politik italské národnosti z Tyrolska, na počátku 20. století poslanec Říšské rady, v meziválečném období poslanec italského parlamentu.

## Biografie
Pocházel z bohaté jihotyrolské rodiny. V Trentu absolvoval klasická studia a pak studoval právnickou fakultu Vídeňské univerzity. V době svého působení v parlamentu se uvádí jako čekatel advokacie ve městě Tuenno.
Působil coby poslanec Říšské rady (celostátního parlamentu Předlitavska), kam usedl ve volbách do Říšské rady roku 1911, konaných podle všeobecného a rovného volebního práva. Byl zvolen za obvod Tyrolsko 19.
V roce 1911 byl uváděn jako člen Italské lidové strany. Po volbách roku 1911 byl na Říšské radě členem poslaneckého klubu Italské lidové strany.
Po první světové válce se zapojil do politického dění, ale již v rámci Italského království. Patřil mezi rivaly Alcida De Gasperiho. V roce 1921 byl zvolen poslancem italského parlamentu. V roce 1923 složil mandát a odešel z Italské lidové strany pro názorové rozpory, jež se týkaly tzv. Acerbova zákona, který měnil volební systém ve prospěch fašistů.